# 1893 en droit
Cet article présente les faits marquants de l'année 1893 en droit.

## Événements
- La Confédération suisse interdit l'abattage rituel juif.
- France : les papiers d'identité sont créés.
- La France introduit l'immatriculation des autos.

### Janvier
- 10 janvier : ouverture du procès des administrateurs du "Scandale de Panamá" (fin le 9 février).

### Février
- 13 février (Royaume-Uni) :  Gladstone présente un second projet de Home Rule, rétablissant une représentation irlandaise à Westminster ; accepté par les Communes, il est refusé par les Lords.

### Mars
- 25 mars : la loi antitrust est invoquée contre des dirigeants syndicaux. Un procureur de La Nouvelle-Orléans a estimé que le syndicat peut être assimilé à une entente qui vise à restreindre la liberté de commerce, tombant sous le coup de la loi Sherman.

### Avril
- 18 avril : adoption du principe du suffrage universel et pluraliste en Belgique (vote plural).

### Juin
- 12 juin : loi concernant l'hygiène et la sécurité des travailleurs dans les établissements industriels[1] étendant des mesures préventives déjà existantes pour les femmes et enfants.

### Juillet
- 15 juillet : vote de la loi qui crée l’Assistance médicale gratuite (AMG), permettant aux malades les plus pauvres (malades, vieillards et infirmes privés de ressource) de bénéficier d’un accès gratuit aux soins de santé.

### Septembre
- 19 septembre : la Nouvelle-Zélande est le premier pays au monde à accorder le droit de vote aux femmes.

### Novembre
- 1er novembre [2]: Grover Cleveland obtient l’abrogation du Sherman Silver Purchase Act pour freiner la fuite des réserves d’or. Il s’aliène dans son propre parti les représentants du Sud et de l’Ouest agraire qui voient dans la frappe illimitée de l’argent le moyen de provoquer une inflation salutaire. La mesure s’avère rapidement inopérante.